# Flip Out!
Flip Out! est un jeu vidéo de réflexion sorti en 1995 sur Jaguar. Le jeu a été développé par Gorilla Systems Corporation.